# Нарви (спутник)
Нарви (англ. Narvi) — нерегулярный спутник планеты Сатурн с обратным орбитальным обращением.
Назван именем Нарви, великана из германо-скандинавской мифологии.
Также обозначается как Сатурн XXXI.

## История открытия
Нарви был открыт в серии наблюдений, начиная с 5 февраля 2003 года.
Сообщение об открытии сделано 14 сентября 2003 года.
Спутник получил временное обозначение S/2003 S 1.
Собственное название было присвоено 21 января 2005 года.